# Preggio
Preggio è una frazione del comune di Umbertide, in provincia di Perugia.
Il borgo si trova ad un'altezza di 613 m, a circa 18 km a SW di Umbertide, vicino al confine con il territorio del comune di Passignano sul Trasimeno. Esso giace su una collina isolata ed è attorniato da estese aree boschive (castagno e quercia) e pascoli. Secondo i dati Istat del 2001, è abitato da 121 residenti.

## Storia
Nella zona rimane segno di radici etrusche: sul monte Murlo (818 m), poco a nord di Preggio, si trovano resti di mura etrusche databili al IV secolo a.C. La località viene indicata con il nome di Bellona o Bellonia, e costituiva un importante snodo stradale, giacché si trovava lungo la via più breve che congiungeva Perugia a Cortona, e sulla strada che unisce l'Alta Valle del Tevere al Lago Trasimeno. Il 25 giugno 217 a.C., le truppe cartaginesi e romane si scontrarono risalendo dalla valle del torrente Niccone, verso Bellona; i romani, reduci scampati dalla battaglia del Trasimeno, ebbero la peggio. Questi avvenimenti sono ricordati da un gran numero di toponimi locali: Pugnano, Monte Corvino, Peggio (ora Preggio), Pian di Marte.
Nel 917, la Rocca di Preggio viene citata in un documento dell'imperatore Berengario I, che la confermava come signoria del marchese Uguccione II Bourbon del Monte.
Nella zona di Preggio ebbero possedimenti anche i degli Oddi, storica casata perugina antagonista dei Baglioni, di cui Francesco degli Oddi viene ricordato per essere stato guardiano del convento francescano intorno al 1480. Gentile di Biordo degli Oddi  nel suo testamento del 1504 dispone un lascito per un dipinto della raffigurante un'Assunzione per la cappella di famiglia nella chiesa della Santissima Trinità in San Francesco.

## Economia
Si basa sullo sfruttamento sostenibile del legname boschivo, sull'allevamento e sull'agriturismo. Importante un festival di musica sacra e da camera che si tiene ogni anno e che richiama un gran numero di visitatori e la Sagra della Castagna ad ottobre, con vendita di cibi e altri prodotti tipici in rustiche botteghe ricavate nelle antiche cantine.

## Monumenti e luoghi d'arte
Architetture civili
- Rocca di Preggio (X secolo);

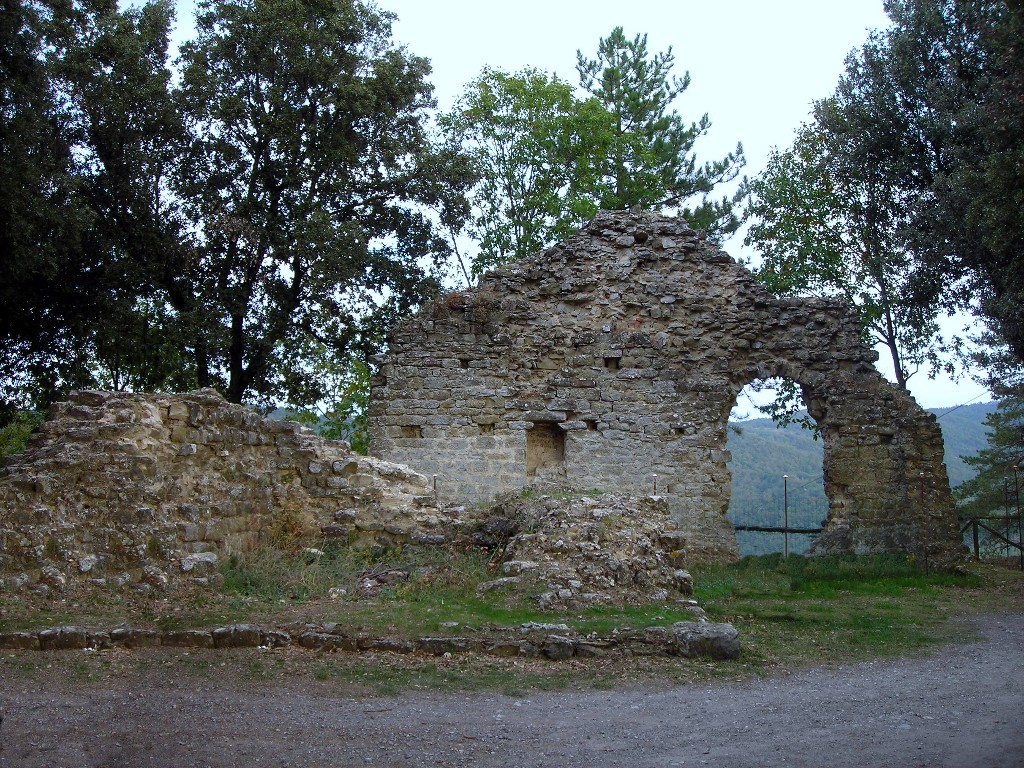
Resti della rocca

- Castello di Romeggio (medioevale), trae il nome dai Romei, i pellegrini in cammino verso i luoghi santi;
- Castello di Polgeto (1399), appartenuto al fuoriuscito perugino Biagio di Buto;
- Bellona di Monte Murlo (IV secolo a.C.), resti di un'antica cinta muraria che delimitava un oppidum fortificato preromano;

Architetture religiose

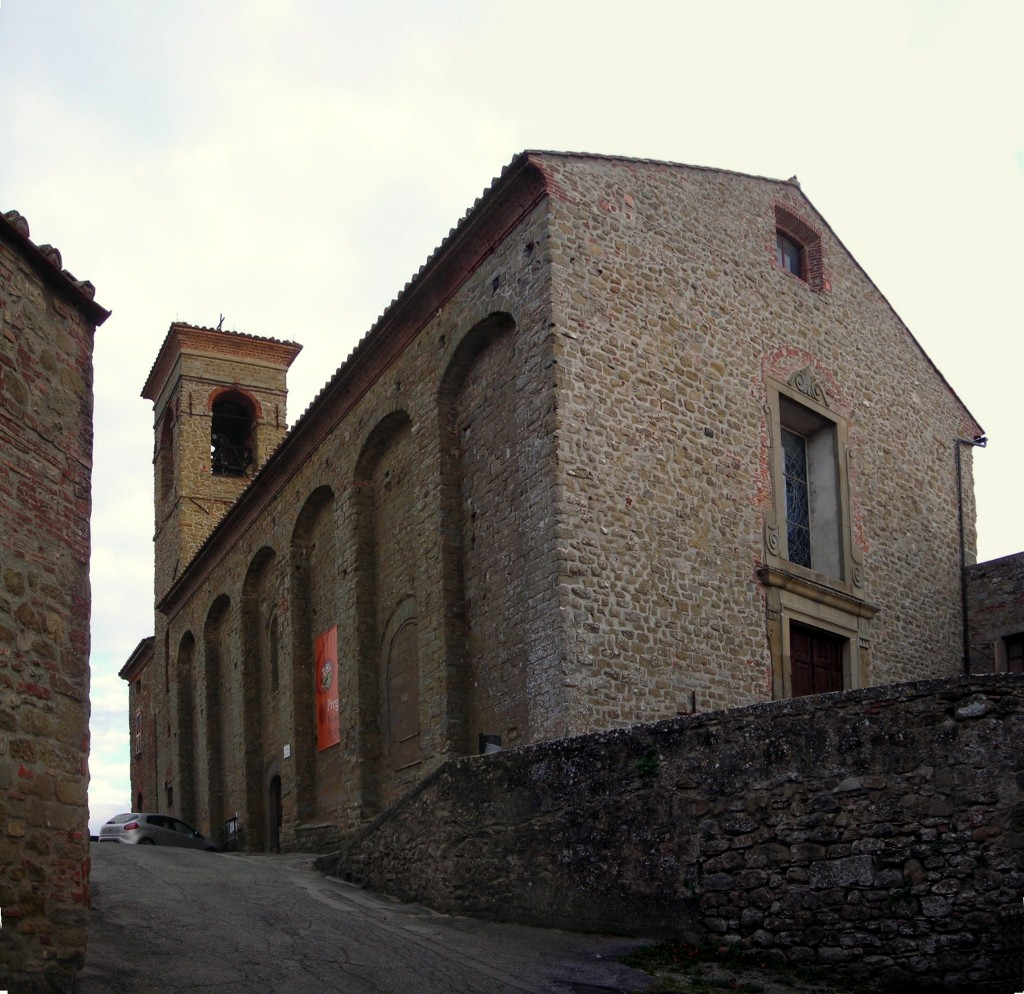
Chiesa della Ss. Trinità in San Francesco

- Chiesa della Ss. Trinità in San Francesco (1223), ove si conserva in un reliquiario d'argento dorato una Sacra Spina (viene esposta il martedì di Pasqua);
- Chiesa della Madonna delle Grazie (1400), con un altare rinascimentale ed un affresco attribuibile al Pinturicchio;
- Siti naturali
- Pineta di Col di Campana, dalla quale è possibile scorgere il Lago Trasimeno.